# Kulturföreningen Inkonst

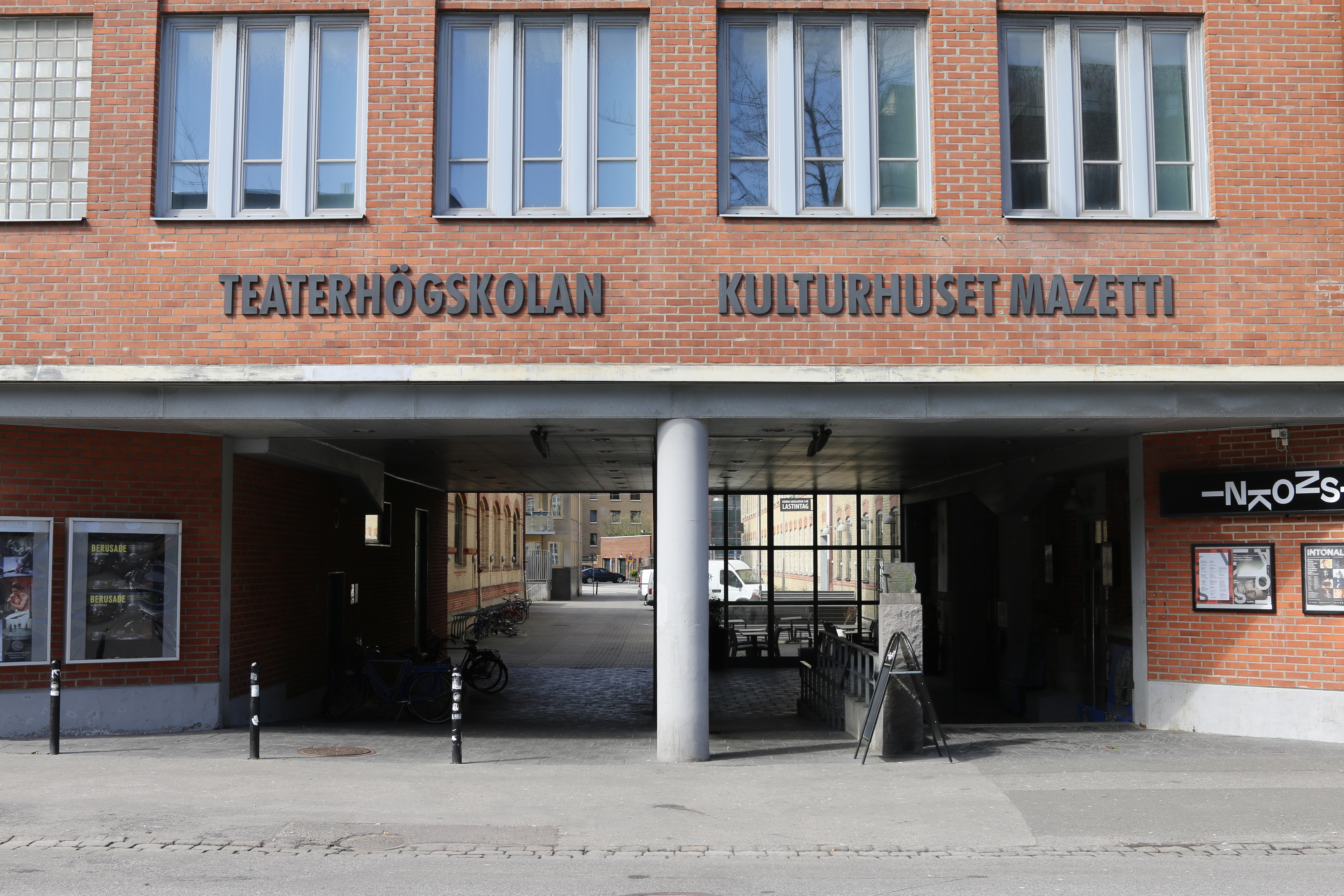
Kulturhuset Mazetti i Malmö där föreningen har sina lokaler.

Inkonst är ett kulturhus på Bergsgatan i stadsdelen Rådmansvången i Malmö. 
Kulturföreningen Inkonst grundades 1998 och driver verksamheten i lokalerna sedan 2006.  
Inkonst har ett brett lokalt och internationellt program med fokus på scenkonst, teater, konserter, klubbar, workshops och samtal. 
Sedan våren 2015 arrangerar även föreningen den experimentella musikfestivalen Intonal. 
Inkonsts verksamhet är bidragsfinansierad av Malmö stad, Region Skåne, Statens Kulturråd, Sparbanksstiftelsen och Crafoordska Stiftelsen.